# Indoramină
Indoramina este un medicament antihipertensiv, fiind utilizat în tratamentul hipertensiunii arteriale. Acționează ca antagonist al receptorilor alfa1-adrenergici, fiind un alfa-blocant. Mai este utilizată în hiperplazia benignă de prostată (HBP).